# Into the Sky
「Into the Sky」（イントゥ・ザ・スカイ）は、日本のギタリストである高中正義が1997年5月28日にリリースした30枚目のシングルである。

## 解説
アルバム『虹伝説II THE WHITE GOBLIN』の先行シングル。
「Into the Sky」は、日本テレビ系『スポーツうるぐす』のエンディングテーマに使用された。

## 収録曲
| 全作曲: 高中正義。 |                      |           |            |                                       |      |
| #                  | タイトル             | 作詞      | 作曲・編曲 | 編曲                                  | 時間 |
| 1.                 | 「Into the Sky」     |           | 高中正義   | 高中正義・田辺恵二                    | 5:46 |
| 2.                 | 「Heaven and Earth」 |           | 高中正義   | 高中正義 オーケストラアレンジ：千住明 | 5:36 |
| 合計時間:          | 合計時間:            | 合計時間: | 11:22      |                                       |      |